# Hemphill megye
Hemphill megye az Amerikai Egyesült Államokban, azon belül Texas államban található. Megyeszékhelye és legnagyobb városa Canadian. Lakosainak száma 3382 fő (2020. április 1.). Hemphill megye Lipscomb, Wheeler, Roger Mills, Roberts, Gray és Ellis megyékkel határos.

## Népesség
A megye népességének változása:
| Lakosok száma | 3798 | 3960 | 4077 | 4158 | 4264 | 3382 |
|               | 2010 | 2011 | 2012 | 2013 | 2015 | 2020 |